# Список персонажів Циклу Спадщина
Ераго́н (англ. Eragon) — персонаж циклу «Спадщина» написаної Крістофером Паоліні

## Історія
Ерагон — головний герой циклу "Спадок".На початку йому лише 15 років. Юнак спокійно живе у невеликому селищі Карвахолі разом зі своїм дядьком Герроу та кузеном Рораном, аж доки під час полювання на Хребті (гірський масив біля Карвахолу) не знаходить справжнє яйце дракона.Спочатку хлопцеві воно видалося коштовним каменем, тож він не вагаючись зібрався його продати, але покупців на нього не знайшлося, бо ніхто не брався оцінити вартість коштовності. Так юнак залишив камінь у себе, і яким ж було його здивування, коли з нього вилупився маленький дракон, якого він згодом назвав Сапфірою. Ерагон отримав від дракона магічну мітку, що з'явилася на його руці. З цього часу життя хлопця різко змінилося, адже він став Вершником Дракона. Про існування дивного каменю з Хребта дізнаються деякі селяни й слуги Імперії, а згодом інформація доходить і до лихого Короля Алагезії, Галбаторікса. Він посилає за Ерагоном своїх слуг і хлопець змушений тікати з рідного дому, щоб не бути схопленим. Він прямує до повстанців проти Галбаторікса, Варденів, задля прихистку та допомоги.
На шляху до Варденів помирає Бром, який як з'ясувалось пізніше, був батьком Ерагона. Сапфіра перетворює його могилу на алмаз. Вони приєднуються до Варденів. Муртага викрадають люди Галбаторікса, і він силою змушує Муртага служити йому. Драконяче яйце вибирає Муртага, вилуплюється дракон - Торнак. Ерагон дістає поранення в битві. На святі крові його зцілюють і він набирає ельфійської зовнішності.
В кінці Ерагон перемагає Галбаторікса, Муртаг з Торнаком їх покидають. Арія стає королевою ельфів і у неї з’являється зелений дракон. Ерагон, Сапфіра і декілька ельфів покидають Алагезію з елдунарі (серця сердець) і яйцями драконів, щоб відродити вершників.